# The Blazing Sun
The Blazing Sun è un film del 1950 diretto da John English.
È un western statunitense a sfondo musicale con Gene Autry.

## Produzione
Il film, diretto da John English su una sceneggiatura di Jack Townley, fu prodotto da Armand Schaefer per la Gene Autry Productions e girato nell'Iverson Ranch a Chatsworth, nelle Alabama Hills a Lone Pine, nei pressi della Carson & Colorado Railroad nella Valle di Owens e della Lone Pine Station a Lone Pine, in California, dal 24 aprile all'8 maggio 1950.

## Distribuzione
Il film fu distribuito negli Stati Uniti al 20 novembre 1950 al cinema dalla Columbia Pictures.

## Promozione
Le tagline sono:
- By Horse...By Train...By Foot...GENE'S GUNS BLAZE FROM ALL SIDE to drive bank robbers into a desert trap...with the help of two gun-totin' gals!
- Gene and Champion make today's west explode with that old-time violence!